# Dschamkarān-Moschee

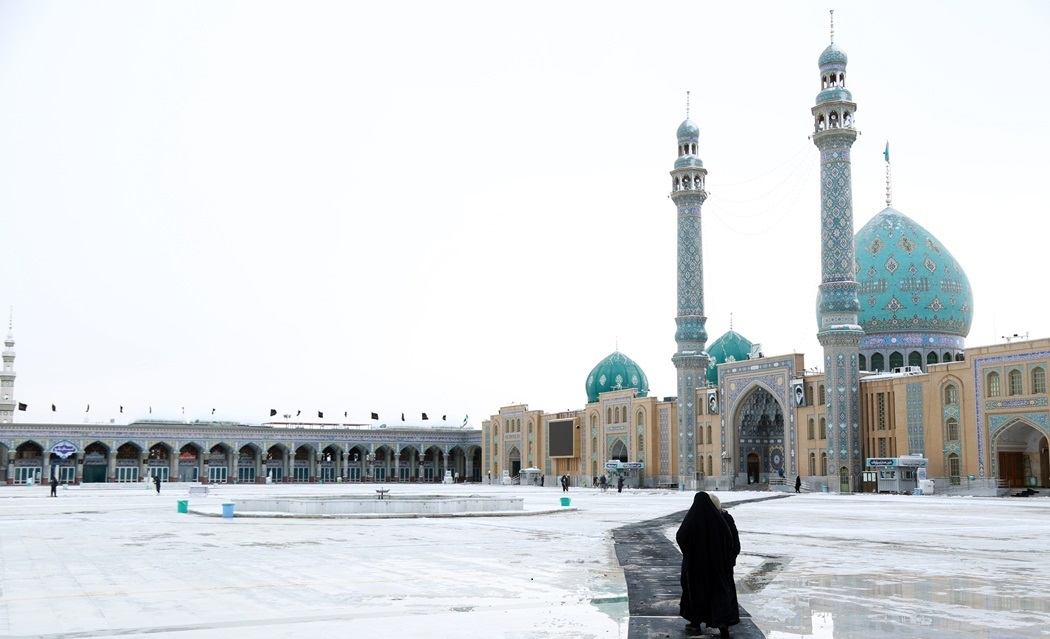
Die Dschamkaran-Moschee (2018)

Dschamkarān-Moschee (persisch مسجد جمکران Masdsched-e Dschamkaran, DMG Masǧed-e Ǧamkarān) ist eine zwölfer-schiitische Gebetsstätte in der iranischen Stadt Ghom.

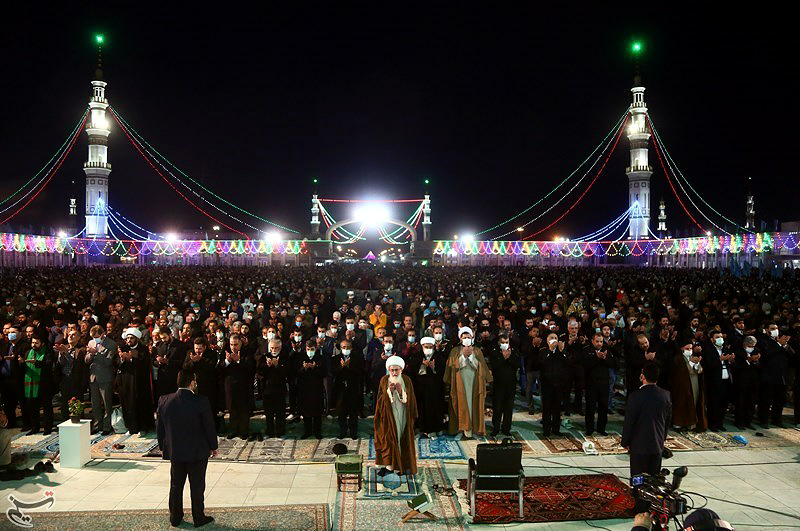
Während des Gemeinschaftsgebetes im Haupthof der Moschee (März 2022)

Der Bau und die Entstehung der Dschamkaran-Moschee basiert auf einer Überlieferung, der zufolge der 12. Imam, genannt Mahdi, nach seiner so genannten kleinen Verborgenheit dort erschienen ist. Dem Scheich Hassan ibn Muthlih Dschamkarani wurde im Jahre 994 eine Offenbarung zuteil, nachdem der ihm erschienene Mahdi befahl, rund um den dortigen Brunnen eine Moschee zu errichten. Heute sind der Dschamkaran-Brunnen und die zugehörige Moschee eine der größten schiitischen Wallfahrtsstätten im Iran.

## Galerie

Jamkaran Mosque, Qom
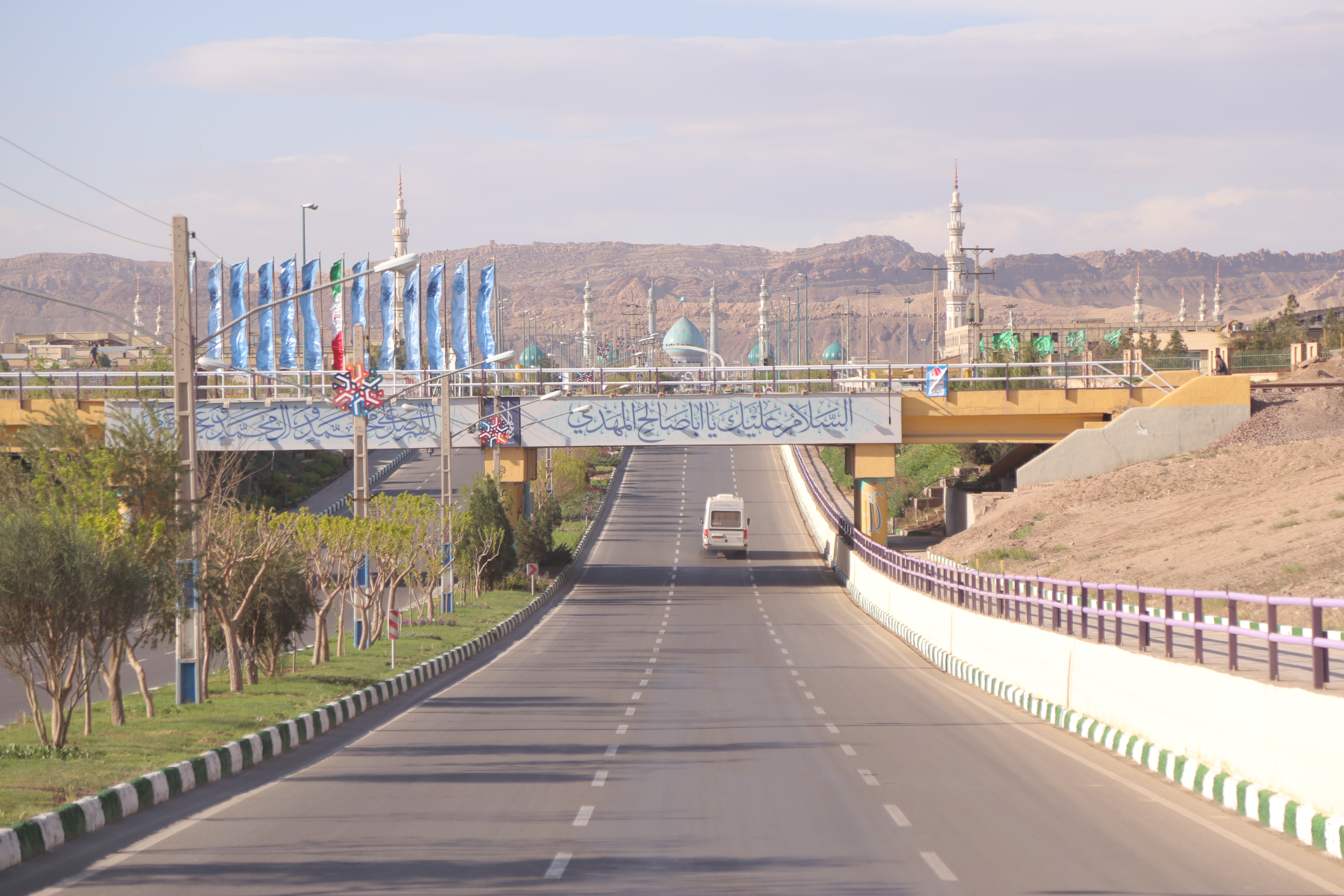
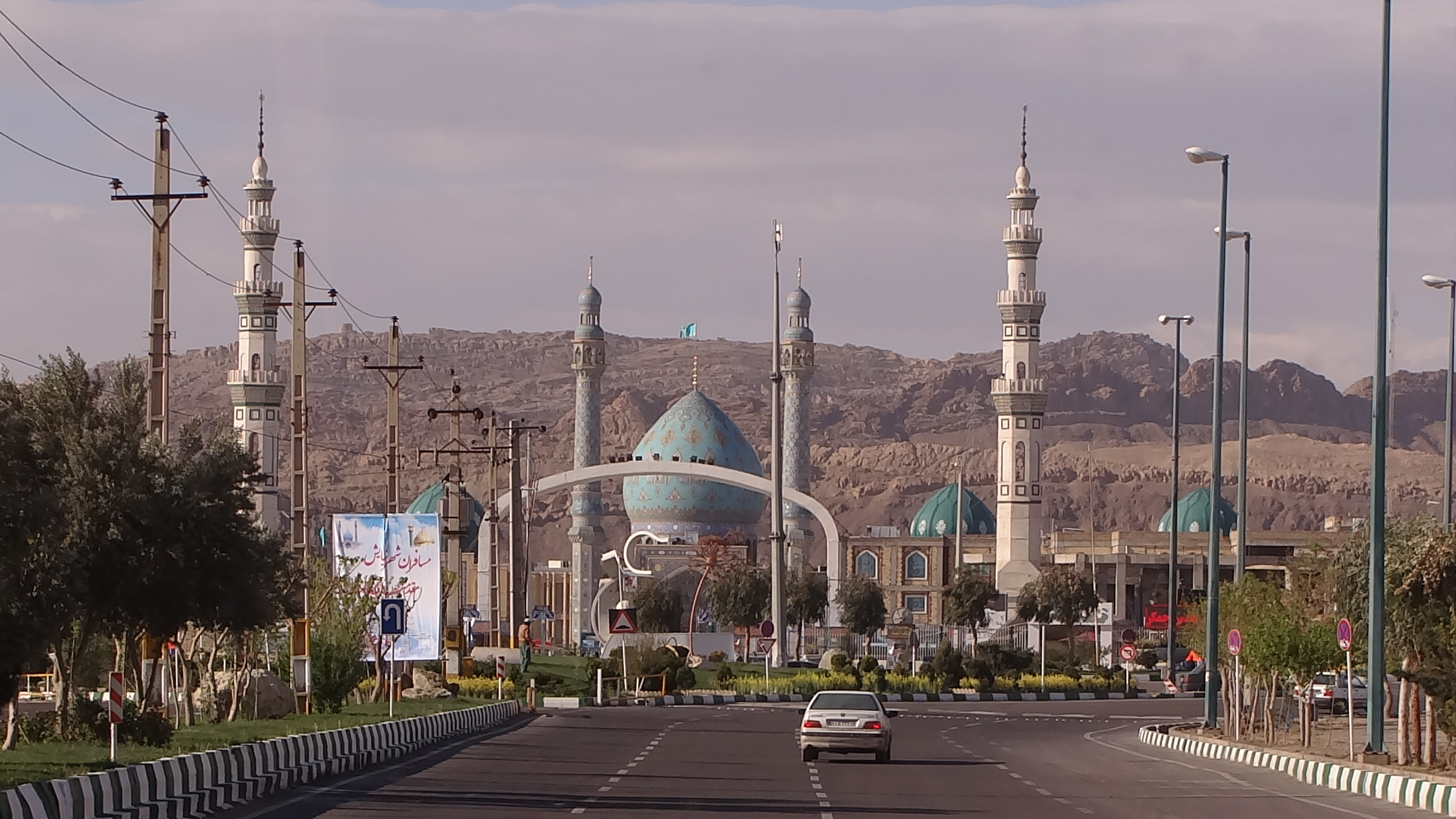
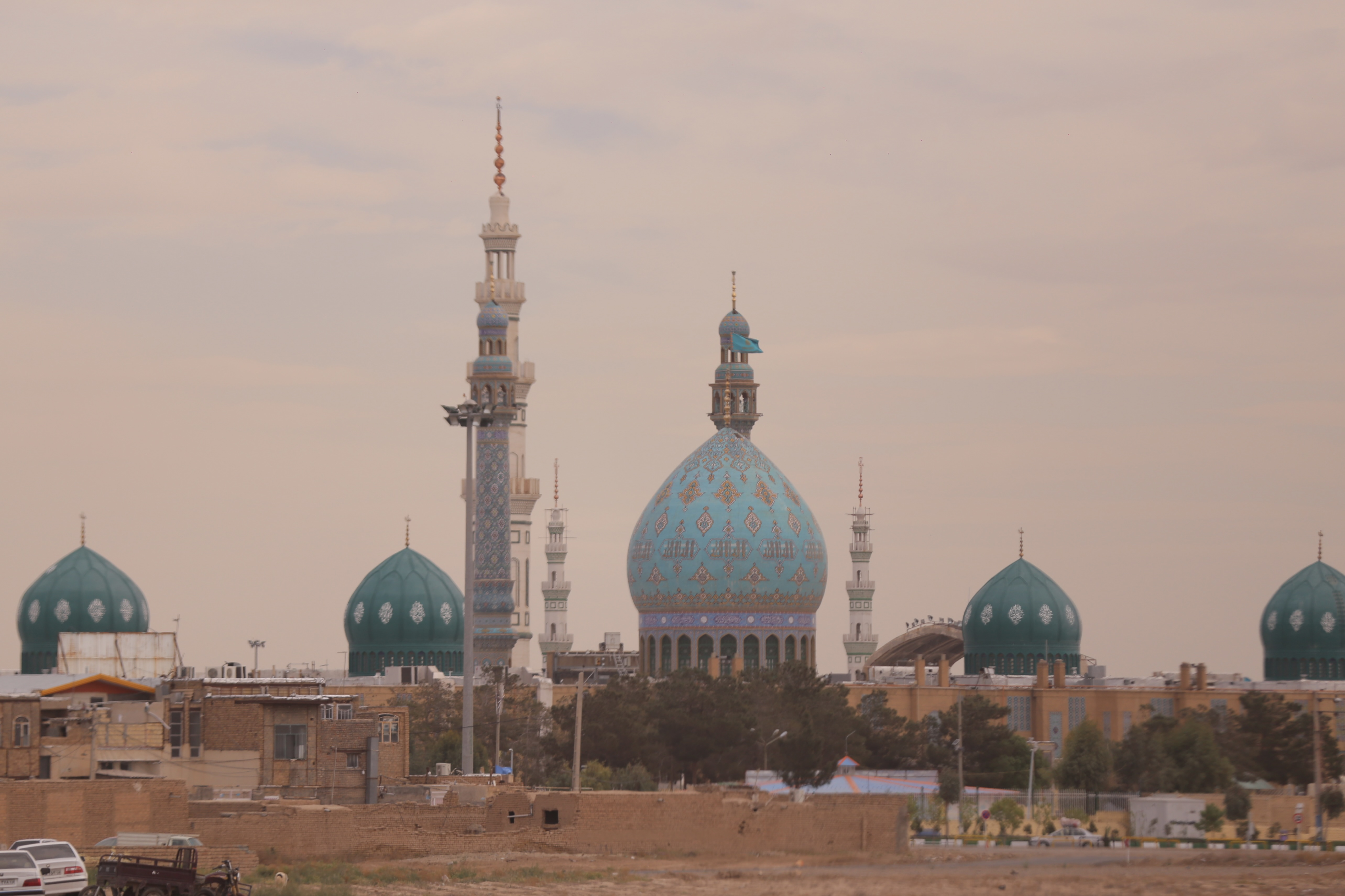
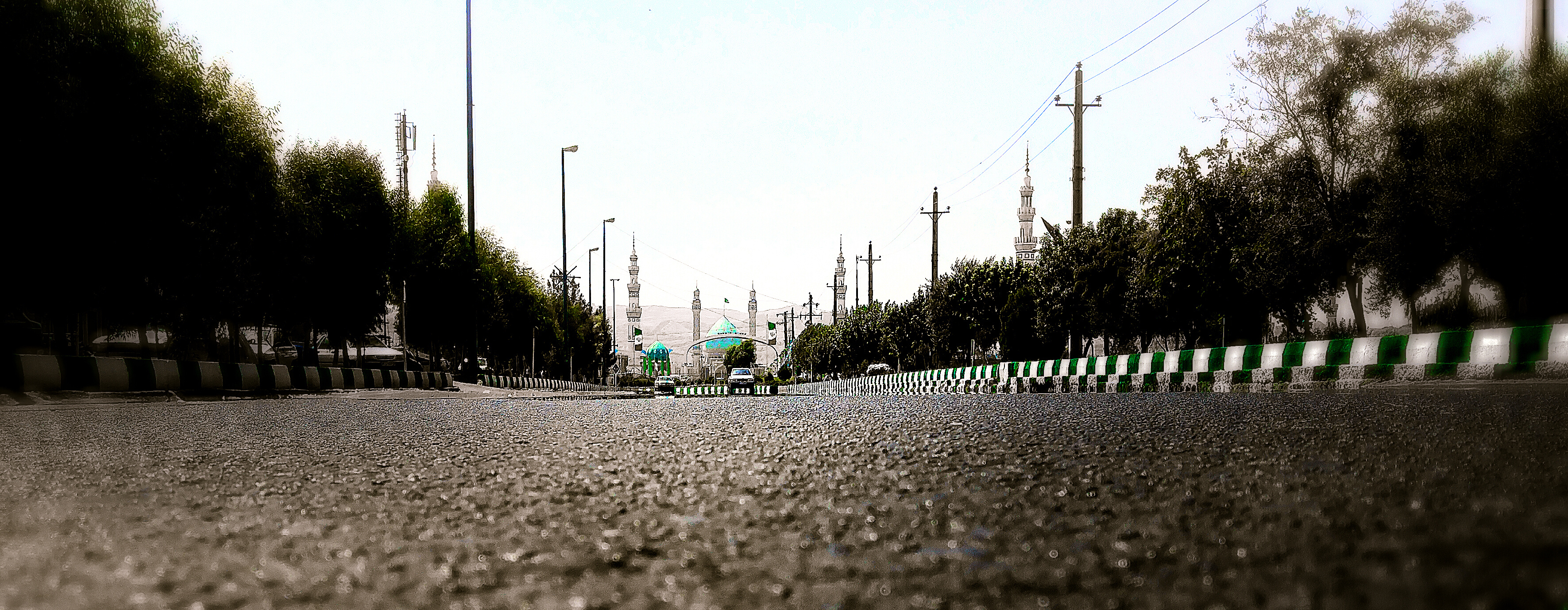
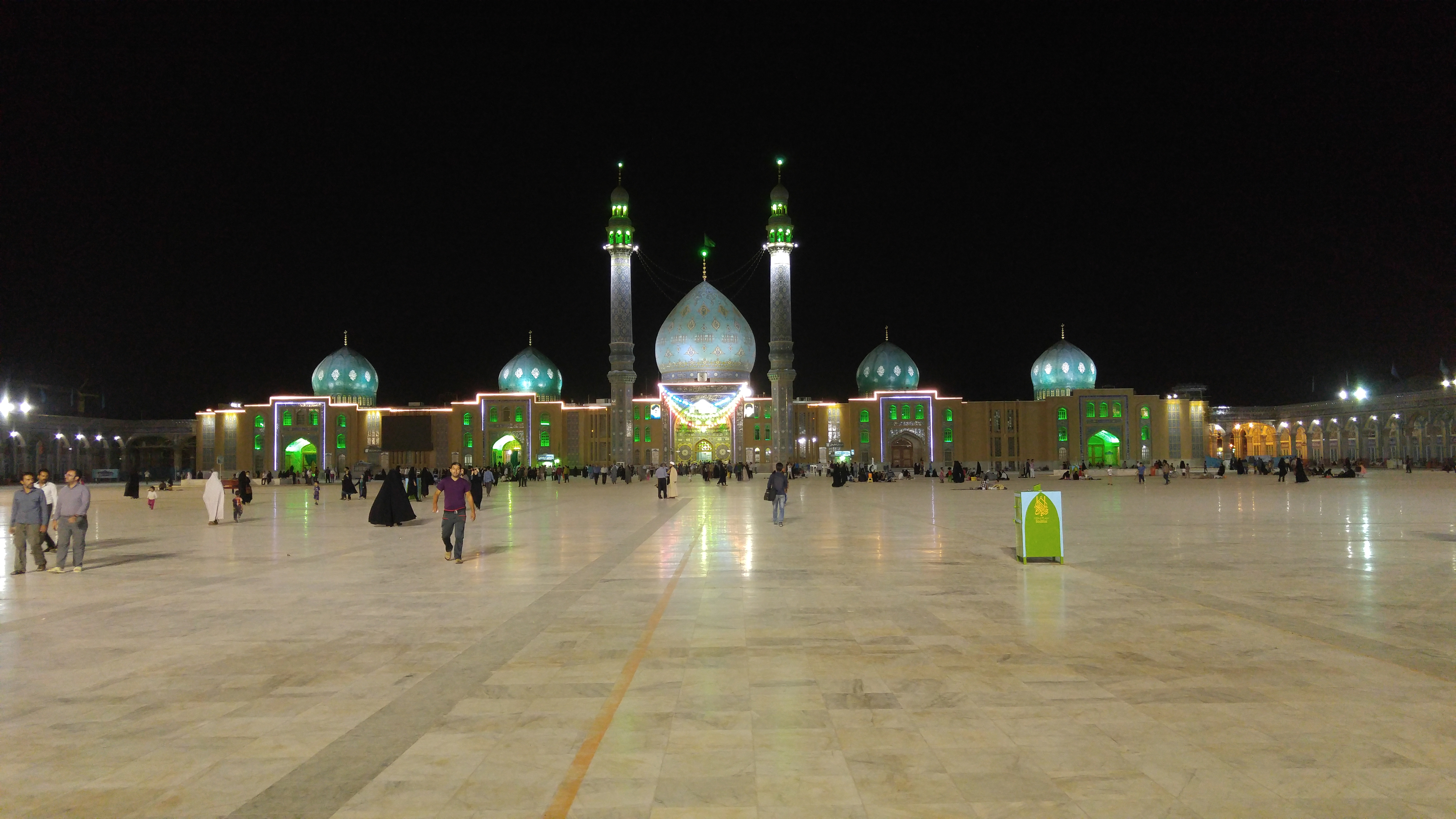
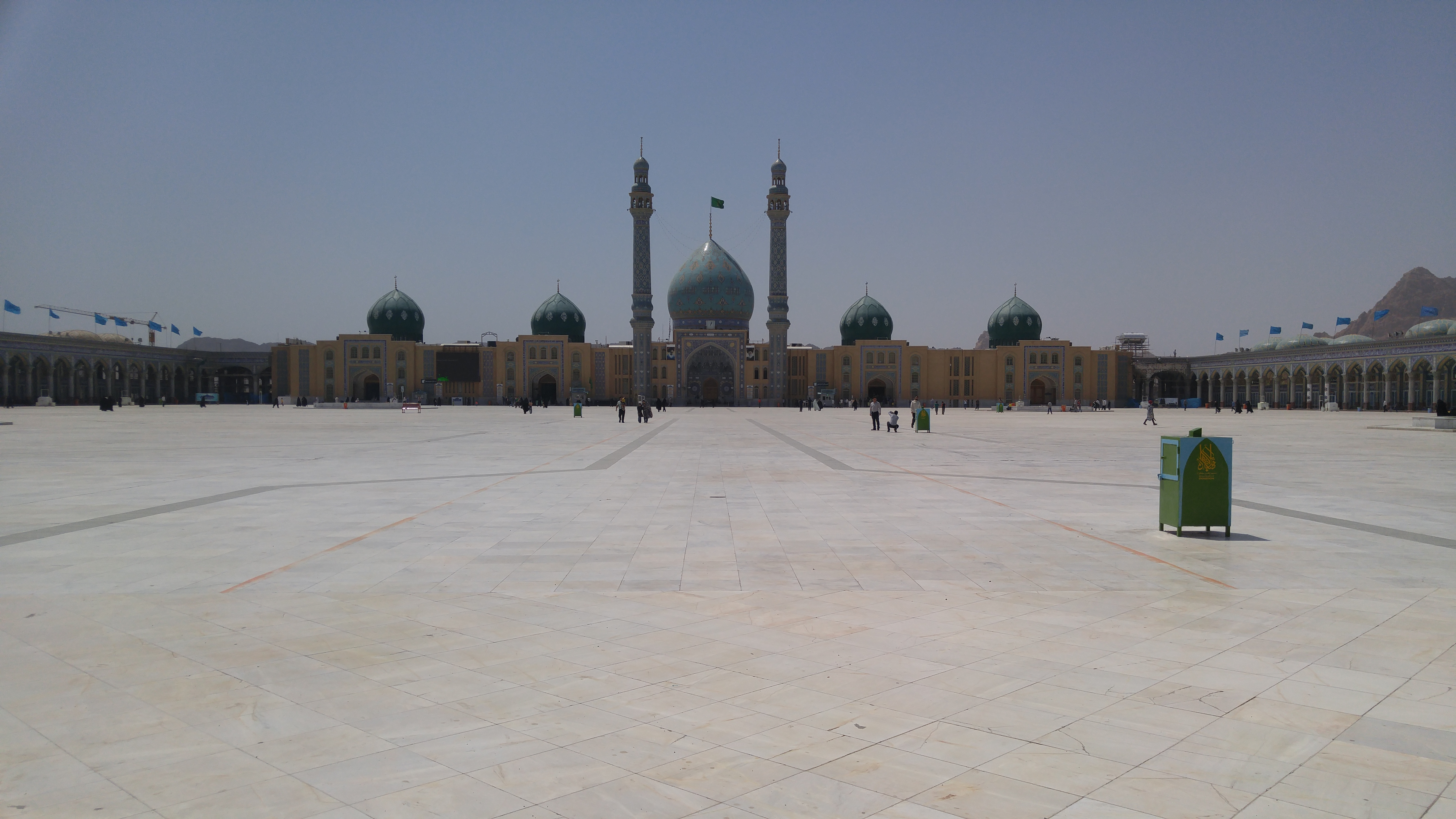
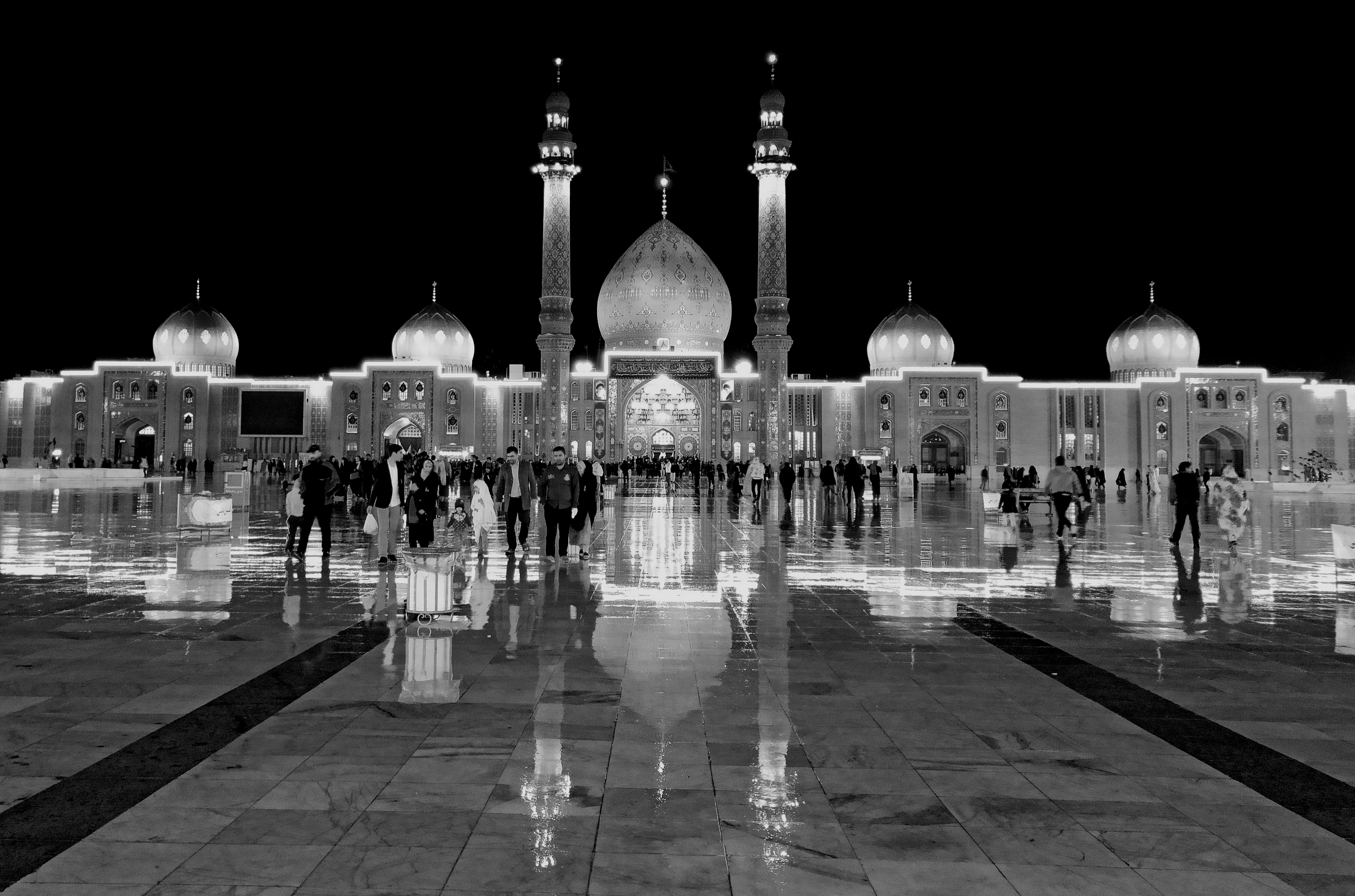
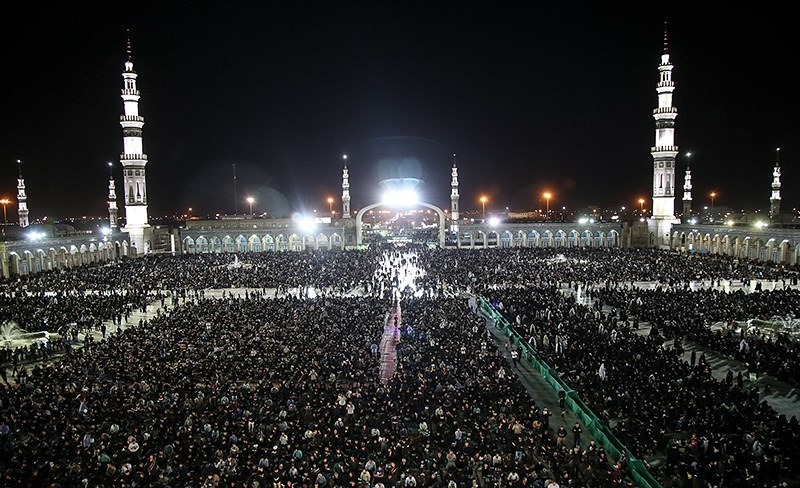
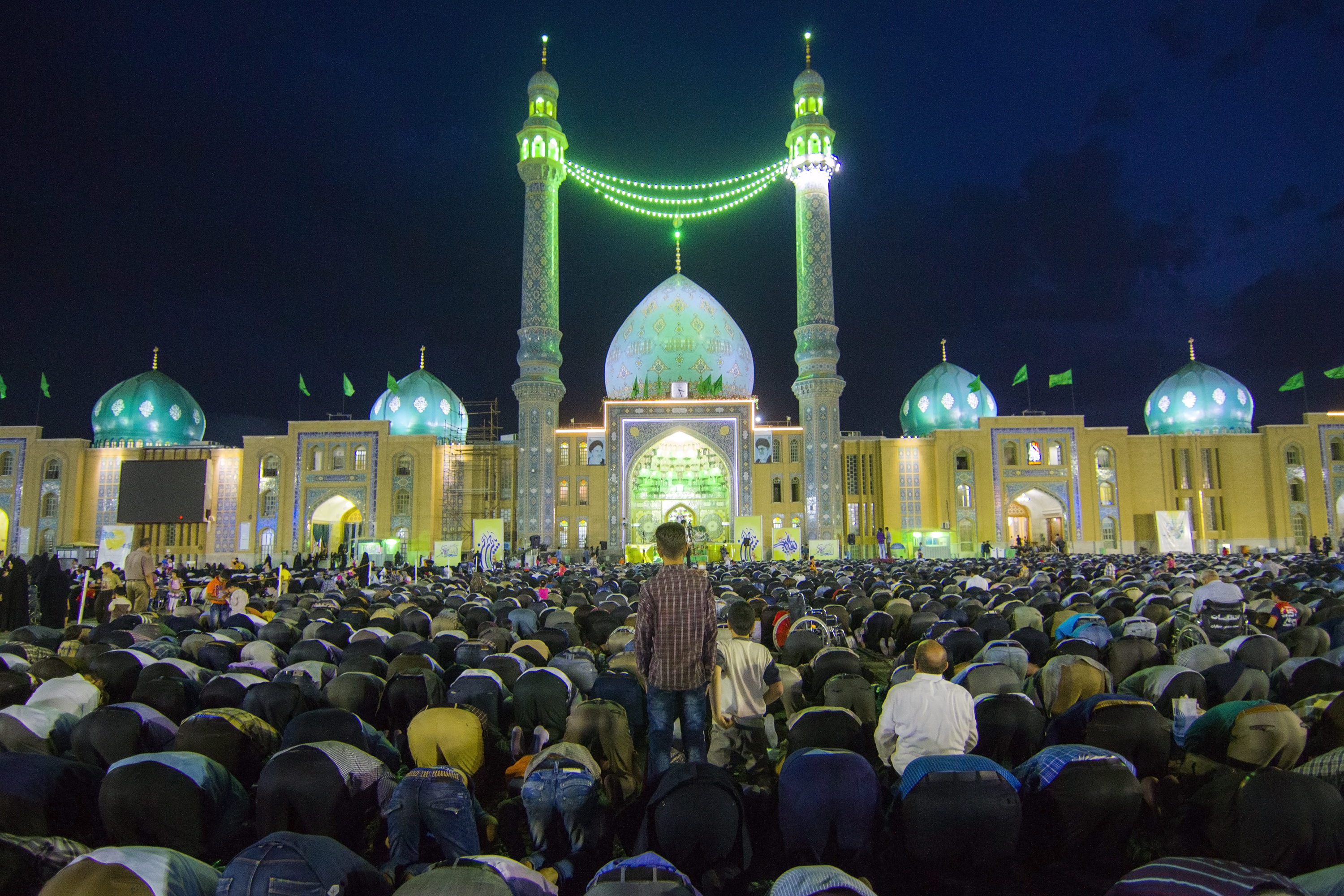
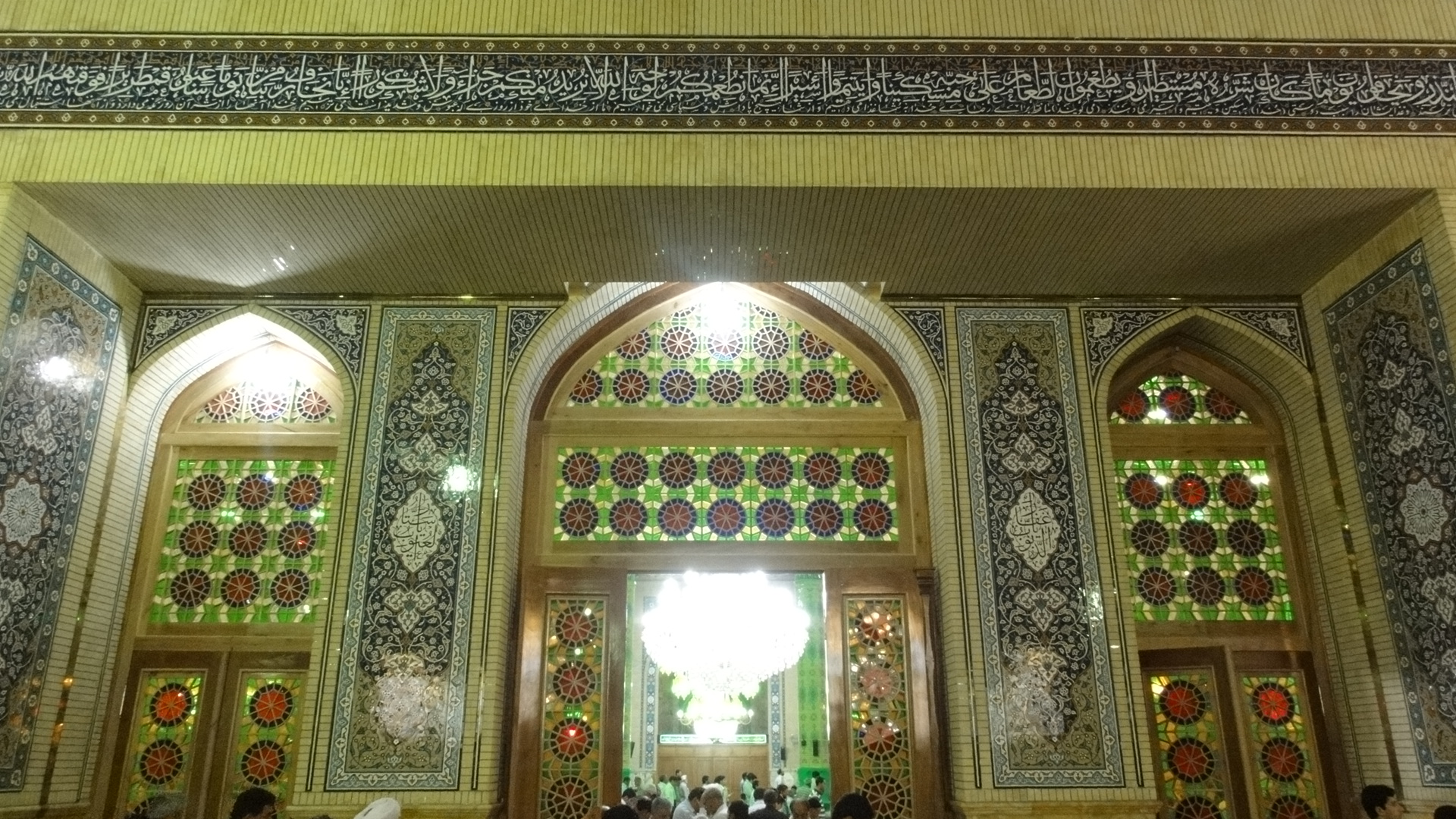
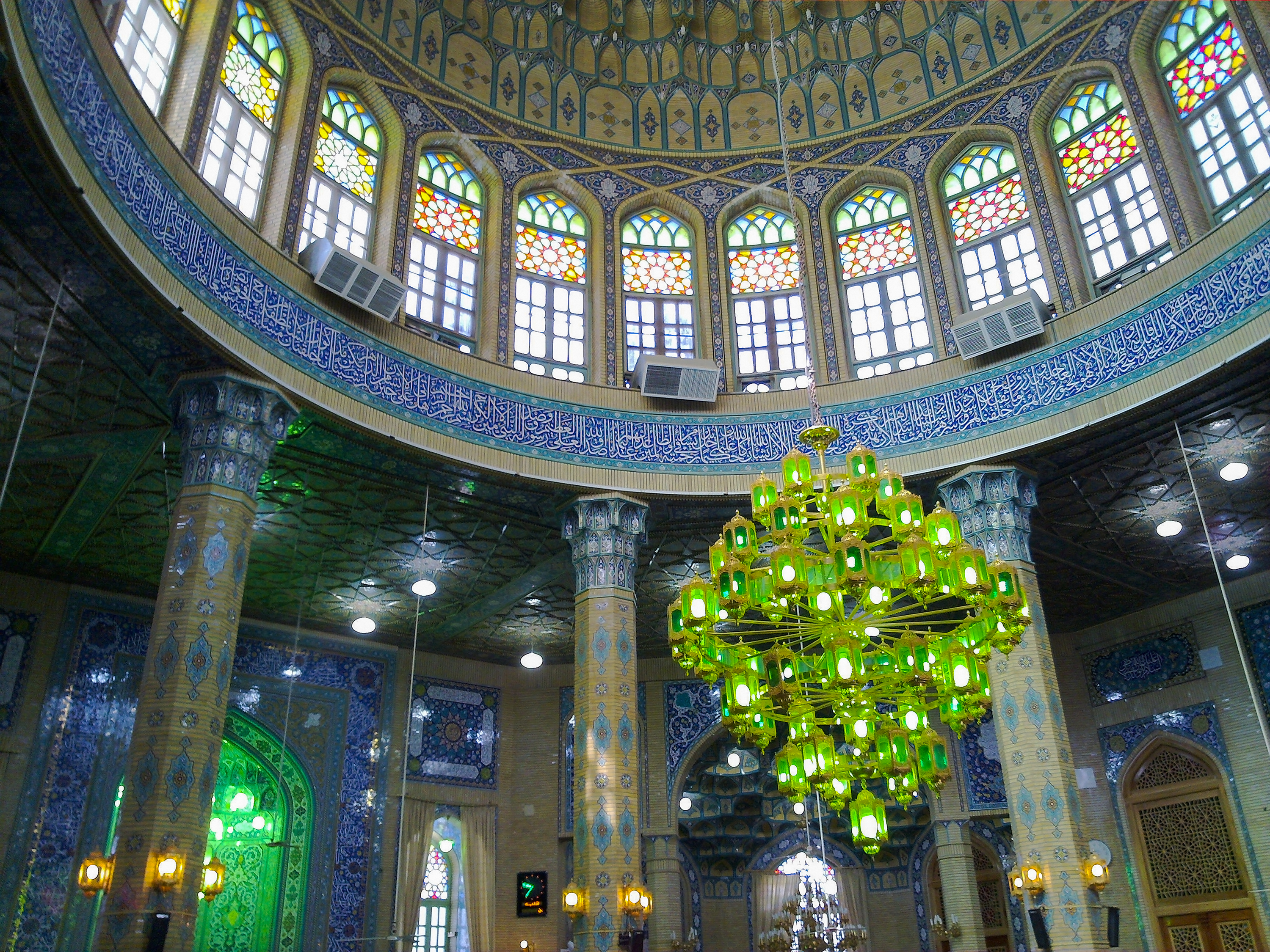
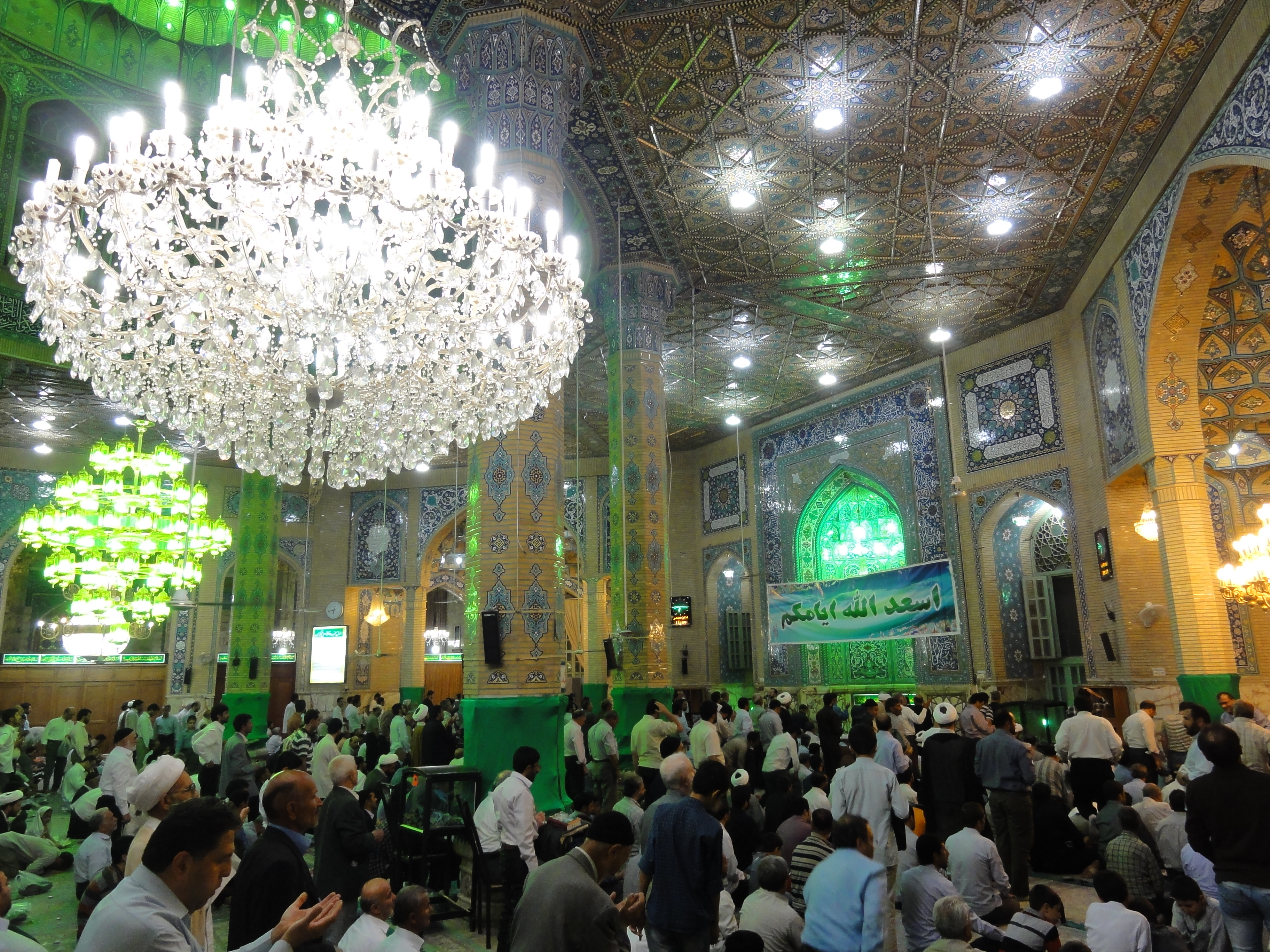